# Filippo Campus Chessa
Filippo Campus Chessa (Pattada, 13 gennaio 1817 – Tempio Pausania, 21 marzo 1887) è stato un vescovo cattolico italiano.

## Biografia
Appartenente a una delle famiglie notabili di Pattada, Filippo Campus Chessa era figlio e nipote di benestanti artisti, benefattori e medici del nord Sardegna. Fine teologo, fu insignito dell'Ordine dei Santi Maurizio e Lazzaro per la sua opera di soccorso prestata alle città di Sassari e Porto Torres colpite dal colera nel 1855. Quando il 7 settembre 1855 morì a Tempio l'allora vescovo Diego Capece, la sede vescovile restò vacante per 17 anni a causa dei contrasti giuridici tra lo Stato italiano e la Santa Sede.
Il 24 novembre 1871 fu eletto vescovo della diocesi Filippo Campus, elevato al rango vescovile in concistoro da papa Pio IX. La sua attività fu intensa, come dimostrano le cinque visite pastorali. Regolamentò la vita delle confraternite locali con uno statuto che voleva "ricondurle allo spirito religioso che deve animarle, all'incremento della pietà, (ma anche) alla migliore amministrazione dei beni, (sottoponendole al controllo del vescovo) dal quale direttamente dipendono, e (al quale) perciò devono prestare ossequio, venerazione e obbedienza".
Morì a Tempio il 21 marzo 1887. Il 14 dicembre 1915 fu nominato Giovanni Maria Sanna, Superiore dei Conventuali di Sardegna. Monsignor Campus Chessa venne poi sepolto nel cimitero di Pattada in una tomba monumentale realizzata dallo scultore piemontese Giuseppe Sartorio. Il monumento è impostato su muro realizzato con blocchi di granito squadrato e pietre irregolari di varia pezzatura. Consta di un'edicola costituita da un basamento trapezoidale su cui poggiano due colonne tortili con capitello composito, reggenti una trabeazione a baldacchino la cui cimasa porta lo stemma vescovile della diocesi. La lapide riporta l'iscrizione funebre e al di sopra il ritratto del vescovo incorniciato da una corona d'alloro.
In seguito, il Comune di Pattada adotterà come proprio il suo stemma vescovile.

## Genealogia episcopale e successione apostolica
La genealogia episcopale è:
- Cardinale Scipione Rebiba
- Cardinale Giulio Antonio Santori
- Cardinale Girolamo Bernerio, O.P.
- Arcivescovo Galeazzo Sanvitale
- Cardinale Ludovico Ludovisi
- Cardinale Luigi Caetani
- Cardinale Ulderico Carpegna
- Cardinale Paluzzo Paluzzi Altieri degli Albertoni
- Papa Benedetto XIII
- Papa Benedetto XIV
- Papa Clemente XIII
- Cardinale Marcantonio Colonna
- Cardinale Giacinto Sigismondo Gerdil, B.
- Cardinale Giulio Maria della Somaglia
- Cardinale Carlo Odescalchi, S.I.
- Cardinale Fabio Maria Asquini
- Vescovo Salvatore Angelo de Martis, O.Carm.
- Vescovo Filippo Campus Chessa

La successione apostolica è:
- Vescovo Paolo Pinna (1882)